# Crataegus alabamensis
Crataegus alabamensis — вид квіткових рослин із родини трояндових (Rosaceae).

## Біоморфологічна характеристика
Це кущ або дерево 5–6 метрів заввишки; гілки ± плакучі. Нові гілочки густо пухнасті; 1-річні темно-сірі, старші сірі; колючки на гілочках звичайно рідкісні або відсутні, на 1-річних ± вигнуті, темно-чорнувато-сірі, тонкі, 2–3 см. Листки: ніжки листків тонкі, завдовжки 20–30% пластини, запушені, залозисті; листові пластини від широко довгастих до клиноподібних, 2–3 см, ± товсті, основа рівномірно звужена, часточок 0, краї городчато-пилчасті, нижня поверхня запушена лише на жилках, верхня ± гола. Суцвіття 3–6-квіткові. Квітки діаметром 20–25 мм. Яблука червоні, від субкулястих до грушоподібних, 10–15 мм у діаметрі, голі. Період цвітіння: березень — квітень; період плодоношення: липень — серпень.

## Середовище проживання
Зростає на південному сході США — Алабама, Флорида.
Населяє відкриті ліси; на висотах 0–200 метрів.